# 159-й меридіан західної довготи
159-й меридіан західної довготи — лінія довготи, що лежить на 159 градусів західніше Гринвіцького меридіана. Вона проходить від Північного полюса через Північний Льодовитий океан, Північну Америку, Тихий океан, Південний океан та Антарктиду до Південного полюса.
159-й меридіан західної довготи формує велике коло разом із 21-шим меридіаном східної довготи.

## Список географічних об'єктів, що перетинає 159° зх. д.
Починаючи на Північному полюсі та рухаючись до Південного полюса, 159-й меридіан західної довготи проходить через:
| Координати                                                   | Країна, територія або море | Примітки |
| ------------------------------------------------------------ | -------------------------- | --- |
| 90°0′ пн. ш. 159°0′ зх. д. / 90.000° пн. ш. 159.000° зх. д.  | Північний Льодовитий океан | |
| 71°31′ пн. ш. 159°0′ зх. д. / 71.517° пн. ш. 159.000° зх. д. | Чукотське море             | |
| 70°53′ пн. ш. 159°0′ зх. д. / 70.883° пн. ш. 159.000° зх. д. | США                        | Аляска — проходить через мис Франклін[en] |
| 70°52′ пн. ш. 159°0′ зх. д. / 70.867° пн. ш. 159.000° зх. д. | Чукотське море             | Затока Пірд[en] |
| 70°48′ пн. ш. 159°0′ зх. д. / 70.800° пн. ш. 159.000° зх. д. | США                        | Аляска |
| 58°25′ пн. ш. 159°0′ зх. д. / 58.417° пн. ш. 159.000° зх. д. | Берингове море             | Бристольська затока |
| 56°50′ пн. ш. 159°0′ зх. д. / 56.833° пн. ш. 159.000° зх. д. | США                        | Аляска — проходить через півострів Аляска |
| 55°53′ пн. ш. 159°0′ зх. д. / 55.883° пн. ш. 159.000° зх. д. | Тихий океан                | Проходить східніше острова Чіачі, Аляска, США Проходить західніше острова Мітрофанія, Аляска, США Проходить східніше острова Семьонова[en], Аляска, США Проходить східніше острова Кауаї, Гаваї, США Проходить західніше острова Мануае[en], Острови Кука |
| 60°0′ пд. ш. 159°0′ зх. д. / 60.000° пд. ш. 159.000° зх. д.  | Південний океан            | |
| 77°54′ пд. ш. 159°0′ зх. д. / 77.900° пд. ш. 159.000° зх. д. | Антарктида                 | Проходить через Територію Росса (претендує Нова Зеландія) |